# Ab Goubitz
Albert (Ab) Goubitz (Laren (Noord-Holland), 20 juli 1910 - 5 november 1997) was een Nederlands gymnastiekleraar die vooral bekend werd als presentator van het radioprogramma Ochtendgymnastiek. Eerst voor Radio Herrijzend Nederland, later voor de AVRO en ten slotte voor de NOS. 
De eerste uitzending van Ochtendgymnastiek was op 1 december 1945. In de jaren zestig luisterden dagelijks circa 300.000 mensen naar Ochtendgymnastiek. Goubitz (fysiotherapeut/gymleraar) gaf de oefeningen met muzikale begeleiding van pianist Arie Snoek (ook bekend van de pianoklanken bij het radioprogramma "Kleutertje Luister").
Dé openingszin van Ab Goubitz was: "Goedemorgen luisteraars, staat u allen klaar?". Daarna volgden de oefeningen op de maat van de muziek: "en strek, en buig, en voor, en achter!" 
Ab Goubitz presenteerde het radioprogramma van 1945 tot zijn pensioen in januari 1975.
Ochtendgymnastiek bleef nog tot 1983 bestaan. Daarna werden de oefeningen voortgezet in het programma NOS-Sportief. De NOS schrapte het programma in oktober 1992. Maar na duizenden protesten, een fanatieke lobby en een dringend advies van de Programmaraad (een adviesorgaan van het bestuur van de NOS), kwam het oefenprogramma in februari 1994 op de radio terug. Echter in alle vroegte (7.05u.) en tien minuten korter. 

## Meer informatie
- http://beeldengeluidwiki.nl/index.php/Ab_Goubitz